# Amândio Silva Filho
Antônio Amândio Alves da Silva Filho, conhecido artisticamente como Amândio Silva Filho ou só Amândio (Belém, 25 de novembro de 1926 – Rio de Janeiro,  3 de junho de 1993), foi um ator cômico brasileiro, ativo entre os anos 1950 e 1980.

## Biografia
Nascido em Belém do Pará, aos dois anos de idade mudou-se para o Rio Grande do Sul. Quando jovem, estudou no Teatro do Estudante do Rio Grande do Sul. Paralelamente, trabalhou como locutor na Rádio Farroupilha e como redator do Diário de Notícias de Porto Alegre, chegando, inclusive, a ser crítico de arte.
No início dos anos 1950, a convite do diretor teatral Luís Tito, mudou-se para São Paulo onde foi apresentado a Júlio Gouveia, então produtor da TV Tupi. Estreou na televisão fazendo o programa infantil comandado por Vera Nunes, atuando ao lado de Heleninha Silveira, Guilherme Corrêa e Lires Castelani.
No teatro, participou da companhia de Maria Della Costa e logo em seguida atuou no teatro de revista por dois anos, um dos quais como primeira figura masculina e o outro como diretor. Nesse período forma uma bem-sucedida dupla de comediantes com Dorinha Duval. No entanto, seria na televisão que seu nome começaria a despontar como intérprete de personagens cômicos.
Na TV Tupi, participou do elenco do programa TV de Comédia e outros programas da emissora.
Alto, magro e um tanto  pálido, criou personagens como o "britânico" Sandarino Bourbon, o maestro Hi-Fi-El, o coitado do Ventura ou Vivaldino Mulherengo  que caíram  no gosto do público e dos críticos. Em 1957, é referido pelo jornal Folha da Noite como "incansável criador de tipos". Ainda em 1957, recebe o  Troféu Roquette Pinto, como revelação do ano.
Nos início dos anos 1960, alternou   participações de programas humorísticosna TV Tupi, TV Paulista e TV Excelsior. Trabalhava também como dublador e atuava no Grupo Folclórico Brasileiro, de Barbosa Lessa.
Em 1965, Amândio foi contratado pela TV Globo e, logo em seu primeiro trabalho, teve grande sucesso, com o personagem "O Amigo do Guedes", no programa Bairro Feliz, criação de Max Nunes e Haroldo Barbosa. Participou também de vários programas da emissora, como  Praça da Alegria. Mais tarde, voltaria a ter sucesso com o personagem "Bigode", o amigo do jogador Coalhada, personagem de Chico Anysio. inicialmente em Chico City.
Em 1981, o ator foi contratado pelo SBT, a última emissora de televisão na qual viria a trabalhar.
Amândio foi casado com a atriz Nadir Rocha até 1965. Em 1976, casou-se com a artista plástica Marizalva Bezerra de Lima, com quem teve uma filha, Luciana.

## Atuações

### No rádio

#### Rádio Farroupilha
- 1952 Boa noite, senhores
- 1952 Onde está Dona Judith
- 1952 Benzinho e Benzoca

### Na televisão

#### TV Globo
- 1991 Estados Anysios de Chico City
- 1990 La Mamma (minissérie)
- 1981 Viva o Gordo
- 1981 Chico Total
- 1977 Praça da Alegria
- 1976 Chico City
- 1966 Bairro feliz
- 1963 Quando Menos Se Espera

#### SBT
- 1983 Show do Riso
- 1982 Feira do Riso
- 1981 Alegria 81
- 1982 Alegria 82

#### TV Tupi
- 1966 E O Espetáculo Continua
- 1965 Tiro e Queda
- 1964 Pandegolândia
- 1964 Coitado do Ventura
- 1963 Quando menos se espera
- 1963 Ah…legria Kolynos
- 1959 Sandarino Bourbon
- 1958 Aventuras do Maestro Hi…Fi…El
- 1958 Os namorados da Dondoca
- 1957 Show Pirani-Vigorelli
- 1957 Marmelândia
- 1957 Detetives

#### TV Excelsior
- 1964 Dercy Beaucoup
- 1962 Além da Diversão
- 1962 Charada Show Pirani
- 1962 Histórias para Sorrir
- 1961 Que rei sou eu?
- 1960 Vivaldino Mulherengo

#### Outras emissoras
- 1962 Cynar Faz o Show (TV Paulista)
- 1960  A Cabeçuda (TV Cultura)

### No cinema
- 1981 Mulher de Programa
- 1980 Crônica à Beira do Rio
- 1979 A Pantera Nua
- 1978 Manicures a Domicílio
- 1977 Um Marido Contagiante
- 1977	O Pequeno Polegar contra o Dragão Vermelho (Delfi)
- 1976 As Massagistas Profissionais (Fung Ku)
- 1975	Um Soutien para o Papai (legionário vizinho)
- 1974	Os Alegres Vigaristas
- 1973 Como Nos Livrar do Saco
- 1973	Divórcio à Brasileira
- 1973 O Libertino
- 1973  As Moças daquela Hora (Gregório)
- 1971 Bonga, o Vagabundo (Garçom do restaurante)
- 1971	As Confissões de Frei Abóbora
- 1971	Como Ganhar na Loteria sem Perder a Esportiva
- 1970	Simeão, o Boêmio
- 1968 O Homem Que Comprou o Mundo (agente disfarçado)
- 1968 As Três Mulheres de Casanova (Eusébio)
- 1967 A Espiã que Entrou em Fria (sequestrador)
- 1967 Em Busca do Tesouro  (Indalécio)
- 1967	Um Marido Barra Limpa (médico)
- 1964	Imitando o Sol
- 1964 O Vigilante Contra o Crime
- 1958	Com a Mão na Massa! (Jorge)
- 1957	Casei-me com um Xavante (psiquiatra)
- 1954	Carnaval em Marte
- 1947 Fogo na Canjica
- 1946	O Cavalo 13